# Adolf Hendrik van Raesfelt

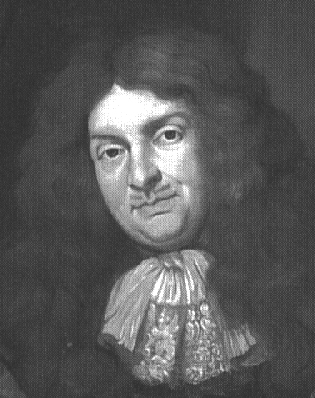
Portret van Adolf Hendrik van Raesfelt

Adolf Hendrik van Raesfelt (na 1621, vóór 1626 - 1682) was een Twents edelman, heer van Twickel en drost van Twente. Hij was de zoon van Johan II van Raesfelt, heer van Twickel, en Agnes van Munster. Adolf Hendrik van Raesfelt trouwde in 1650 met Amadea Isabella von Flodroff, een huwelijk waaruit Adriana Sophia van Raesfelt geboren werd. Zij was van 1683 tot 1693 de tweede vrouwe van Twickel.